# Хёфнер, Маттиас
Маттиас Хёфнер (нем. Matthias Höpfner, 30 декабря 1975, Эрфурт, Тюрингия) — немецкий бобслеист, пилот, выступавший за сборную Германии в 2000-е годы. Чемпион мира, бронзовый призёр чемпионата Европы, участник зимних Олимпийских игр 2006 года в Турине.

## Биография
Маттиас Хёфнер родился 30 декабря 1975 года в городе Эрфурт, земля Тюрингия. Изначально планировал стать саночником, но не добился в этом виде спорта сколько-нибудь значимых результатов, поэтому в 1994 году переключился на бобслей, присоединившись в качестве пилота к национальной сборной Германии. В период 1999—2002 соревновался преимущественно на молодёжных первенствах, так, на чемпионатах мира среди юниоров выиграл за это время четыре бронзовые награды, две серебряные и две золотые, кроме того, в 2001 году занял третье место на национальном первенстве.
Показав неплохие результаты на молодёжном поприще, вскоре стал членом взрослой сборной. В 2003 году стал чемпионом Германии сразу в двух дисциплинах, как в двойках, так и в четвёрках, а годом спустя получил бронзу за третье место в общем зачёте Кубка мира. В 2005 году так же удачно провёл кубковые заезды, оказавшись на сей раз на четвёртой позиции, кроме того, завоевал бронзовую медаль чемпионата Европы. Благодаря этим успешным выступлениям в 2006 году Хёфнер удостоился права защищать честь страны на Олимпийских играх в Турине, вместе с разгоняющим Марком Кюне участвовал в программе двухместных экипажей, но немного не дотянул до призовых мест, приехав пятым.
На чемпионате мира 2008 года в Альтенберге взял бронзу в четвёрках и золото среди смешанных команд. В начале следующего сезона повредил ахиллово сухожилие и вынужден был отказаться от дальнейших соревнований, в частности, из-за этого пришлось пропустить Олимпийские игры 2010 года в Ванкувере. Восстановившись, Хёфнер сразу же одержал победу на первенстве Германии, планировал поучаствовать в чемпионате мира 2011 года в Кёнигсзее, однако через некоторое время старая травма вновь дала о себе знать, поэтому 24 августа он объявил о завершении карьеры профессионального спортсмена. Помимо бобслея, служил в вооружённых силах Бундесвер, женат, воспитывает дочь.